# 스티븐 던햄
스티븐 더넘(Stephen Dunham, 1964년 9월 14일 ~ 2012년 9월 14일)은 미국의 배우, 스턴트 배우이다.
보스턴에서 태어났으며 버뱅크에서 사망하였다. 사인은 심근 경색이다.

## 출연 작품

### 영화
- 미이라 (1999) - 헨더슨 씨 역
- 성질 죽이기 (2003)
- 퍼펙트 웨딩 (2005)
- 파라노말 액티비티 4 (2012) - 더그 역